# Ахерон (озеро)

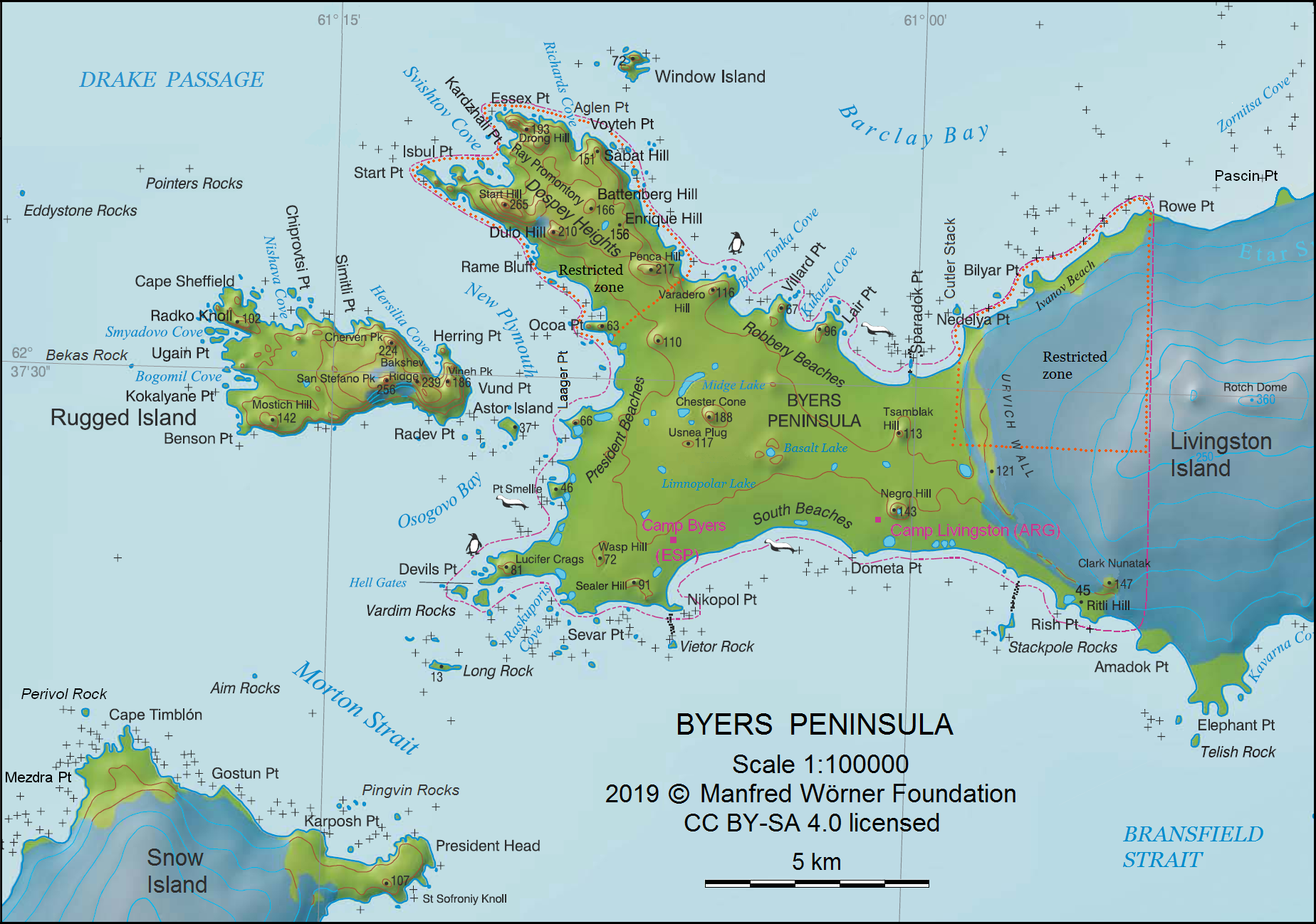
Карта особливо охоронюваного району Антарктики ASPA 126 півострів Байерс із озером Ахерон

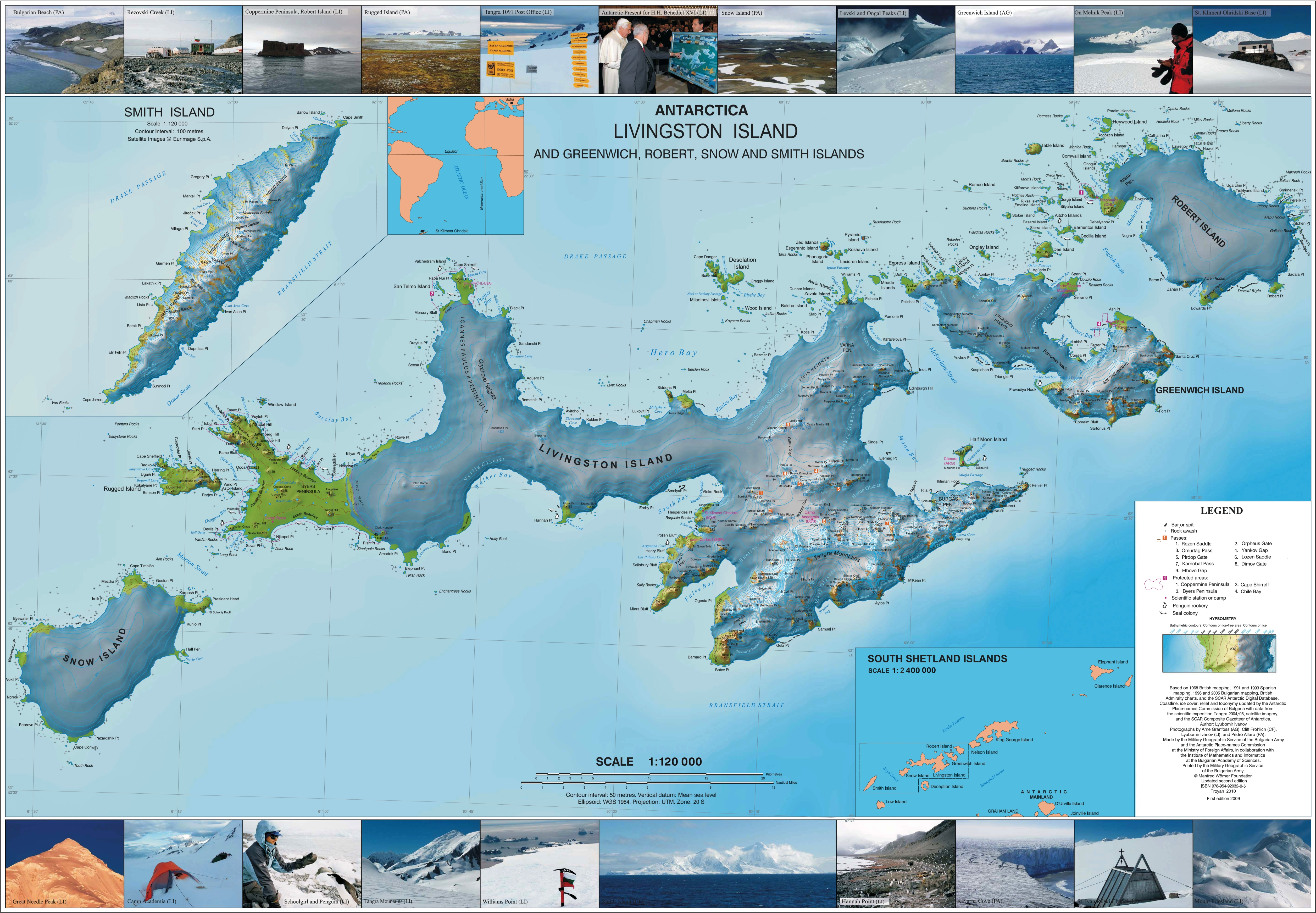
Карта островів Лівінгстон, Гринвіч, Роберт, Сніг та Сміт

Озеро Ахерон (болг. езеро Ахерон, трансліт. ezero Aheron, IPA: [ˈƐzɛro ɐxɛˈrɔn]) — це В-подібне озеро 315 м за довжиною і 186 м за шириною у напрямку південний захід-північний схід на пляжах Президента, півострів Баєрс на острові Лівінгстон на Південних Шетландських островах, Антарктида. Воно має площу поверхні 4,4 га і відокремлене від вод Осоговської затоки смугою суші шириною від 10 до 25 м. Люциферські скали долають озеро на південному заході. Район відвідували герметики початку 19 століття.
Це озеро названо на честь річки Ахерон у грецькому підземному світі .

## Розташування
Центр озера Ахерон знаходиться за координатами 62°39′44″ пд. ш. 61°09′04″ зх. д. / 62.66222° пд. ш. 61.15111° зх. д., що є 1 км на південь від точки Смеллі, 1 км на захід-північний захід від Осиного пагорба та 1,9 км на північний схід від Потоку Дияволів. 1,4 км на північний-північний схід від точки Смеллі. Детальне Іспанське картографування у 1992 р. Та Болгарське у 2009 та 2017 рр.

## Карти
- Півострів Баєрс, Ісла Лівінгстон. Карта топографіки ескала 1: 25000. Мадрид: Servicio Geográfico del Ejército, 1992
- Л. Іванов. Антарктида: острови Лівінгстон та Гринвіч, Роберт, Сноу та Сміт. [Архівовано 24 квітня 2008 у Wayback Machine.] Масштаб 1: 120000 топографічної карти. Троян: Фонд Манфреда Вернера, 2009.ISBN 978-954-92032-6-4
- Л. Іванов. Антарктида: острів Лівінгстон та острів Сміт . Масштаб 1: 100000 топографічної карти. Фонд Манфреда Вернера, 2017.ISBN 978-619-90008-3-0
- Антарктична цифрова база даних (ADD). [Архівовано 5 березня 2017 у Wayback Machine.] Масштаб 1: 250000 топографічної карти Антарктиди. Науковий комітет з антарктичних досліджень (SCAR). З 1993 року регулярно модернізується та оновлюється